# Pilot Motor & Friction Cars

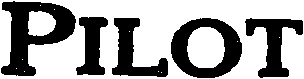

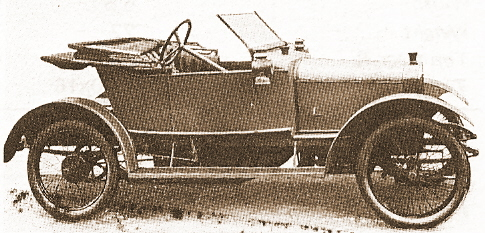
Pilot 10 hp (1913)

Die Pilot Motor & Friction Cars Ltd. war ein britischer Automobilhersteller, der 1910–1913 in London ansässig war. Gegründet wurde die Firma als Motor Schools Ltd.
Entsprechend der ursprünglichen Ausrichtung als Fahrschule waren die Wagen auf die Bedürfnisse von Fahrschülern abgestimmt. Es entstanden sieben verschiedene Modelle mit Ein- und Vierzylindermotoren, die alle wassergekühlt waren. Die Motorkraft wurde über Reibradgetriebe an die Hinterachse weitergeleitet.

## Modelle
| Modell   | Bauzeitraum | Zylinder | Hubraum  | Radstand     |
| -------- | ----------- | -------- | -------- | ------------ |
| 17,9 hp  | 1910        | 4 Reihe  | 2497 cm³ | 2743 mm      |
| 5 hp     | 1911        | 1        | 667 cm³  | 1905 mm      |
| 5½ hp    | 1911        | 1        | 833 cm³  | 1981 mm      |
| 12/15 hp | 1911        | 4 Reihe  | 2128 cm³ |              |
| 16/20 hp | 1911        | 4 Reihe  | 2799 cm³ | 2819 mm      |
| 10 hp    | 1912        | 4 Reihe  | 1245 cm³ | 2134 mm      |
| 10/12 hp | 1912–1913   | 4 Reihe  | 1456 cm³ | 2096–2248 mm |

## Quelle
- David Culshaw & Peter Horrobin: The Complete Catalogue of British Cars 1895–1975. Veloce Publishing plc. Dorchester (1999). ISBN 1-874105-93-6